# Jana Kandarr
Jana Kandarr (Halle, 21 settembre 1976) è un'ex tennista tedesca.

## Carriera
Figlia della campionessa di atletica Petra Vogt, Jana Kandarr ha scelto invece una carriera da tennista, ma non è riuscita a vincere nessun titolo WTA e ITF. Nei tornei del Grande Slam ha ottenuto i suoi migliori risultati raggiungendo il quarto turno nel singolare all'Australian Open nel 2000.

## Statistiche

### Risultati in progressione
| Sigla | Risultato               |
| ----- | ----------------------- |
| V     | Vincitore               |
| F     | Finalista               |
| SF    | Semifinalista           |
| O     | Oro olimpico            |
| A     | Argento olimpico        |
| SF    | Bronzo olimpico         |
| QF    | Quarti di Finale        |
| 4T    | Quarto turno            |
| 3T    | Terzo turno             |
| 2T    | Secondo turno           |
| 1T    | Primo turno             |
| RR    | Round Robin             |
| LQ    | Turno di qualificazione |
| A     | Assente                 |
| ND    | Non disputato           |

| Legenda superfici    |
| -------------------- |
| Cemento              |
| Terra battuta        |
| Erba                 |
| Superficie variabile |

#### Singolare nei tornei del Grande Slam
| Torneo          | 1995 | 1996 | 1997 | 1998 | 1999 | 2000 | 2001 | 2002 | 2003 | 2004 | 2005 |
| --------------- | ---- | ---- | ---- | ---- | ---- | ---- | ---- | ---- | ---- | ---- | ---- |
| Australian Open | A    | 3T   | 2T   | 2T   | 1T   | 4T   | 1T   | 1T   | A    | A    | A    |
| Open di Francia | A    | 1T   | 2T   | 1T   | A    | 1T   | 2T   | 2T   | A    | A    | A    |
| Wimbledon       | 2T   | 1T   | 1T   | 1T   | A    | 2T   | 2T   | 2T   | A    | A    | A    |
| US Open         | 1T   | 1T   | 1T   | A    | 1T   | 2T   | 1T   | A    | A    | A    | A    |

#### Doppio nei tornei del Grande Slam
| Torneo          | 1995 | 1996 | 1997 | 1998 | 1999 | 2000 | 2001 | 2002 | 2003 | 2004 | 2005 |
| --------------- | ---- | ---- | ---- | ---- | ---- | ---- | ---- | ---- | ---- | ---- | ---- |
| Australian Open | A    | A    | A    | A    | A    | 2T   | A    | A    | A    | A    | A    |
| Open di Francia | A    | A    | A    | A    | A    | 1T   | A    | A    | A    | A    | A    |
| Wimbledon       | A    | A    | A    | A    | A    | A    | A    | A    | A    | A    | A    |
| US Open         | A    | A    | A    | A    | A    | A    | A    | A    | A    | A    | A    |

#### Doppio misto nei tornei del Grande Slam
Nessuna partecipazione

## Vittorie contro giocatrici top 10
| Stagione | 1998 | 1999 | 2000 | 2001 | Totale |
| -------- | ---- | ---- | ---- | ---- | ------ |
| Vittorie | 1    | 0    | 0    | 1    | 2      |

| #    | Giocatrice        | Ranking | Evento                  | Superficie    | Turno | Punteggio     | Rank. JKR |
| ---- | ----------------- | ------- | ----------------------- | ------------- | ----- | ------------- | --------- |
| 1998 |                   |         |                         |               |       |               |           |
| 1.   | Conchita Martínez | 8       | Fed Cup, Saarbrücken    | Sintetico (i) | QF    | 6-1, 1-6, 7-5 | 102       |
| 2001 |                   |         |                         |               |       |               |           |
| 2.   | Amélie Mauresmo   | 5       | Open di Francia, Parigi | Terra rossa   | 1T    | 7-5, 7-5      | 56        |